# Plagiolepis grassei
Plagiolepis grassei är en myrart som beskrevs av Le Masne 1956. Plagiolepis grassei ingår i släktet Plagiolepis och familjen myror. IUCN kategoriserar arten globalt som sårbar. Inga underarter finns listade i Catalogue of Life.